# Sir Lucious Left Foot: The Son of Chico Dusty
Sir Lucious Left Foot: The Son of Chico Dusty je debitantski album repera Big Boia, objavljen je 6. srpnja 2010. od izdavačke kuće Def Jam i Purple Ribbon. Produkcija se obavljala od 2007. do 2010. godine. Producenti na albumu su Organized Noize, Scott Storch, Salaam Remi, Mr. DJ, André 3000 i ostali.
Album je na top listi Billboard 200 debitirao na broju tri. U prvom tjednu prodao je 62,000 primjeraka. Album sadrži pet singlova uključujući i "Shutterbugg". Od 8. kolovoza 2010. godine album se prodao u 130,000 primjeraka samo u SAD-u. [nedostaje izvor]

## Koncepcija

### Pozadina
Naziv albuma je nazvan po Big Boijeve uzrečice "Sir Lucious Left Foot". U nekoliko intervjua Big Boi je objasnio da je to južnjačka fraza "stati na dobru nogu".

## Popis pjesama
| Br. | Skladba                                                                      | Autor                                    | Trajanje |
| --- | ---------------------------------------------------------------------------- | ---------------------------------------- | -------- |
| 1.  | »Feel Me (Intro)«                                                            | Malay                                    | 1:28     |
| 2.  | »Daddy Fat Sax«                                                              | Mr. DJ                                   | 2:36     |
| 3.  | »Turns Me On« (s Sleepy Brown i Joi)                                         | Organized Noize                          | 3:29     |
| 4.  | »Follow Us« (s Vonnegutt)                                                    | Salaam Remi                              | 3:35     |
| 5.  | »Shutterbugg« (s Cutty)                                                      | Scott Storch, Big Boi                    | 3:35     |
| 6.  | »General Patton« (s Big Rube)                                                | Jbeatzz, Big Boi                         | 3:12     |
| 7.  | »Tangerine« (s T.I. i Khujo Goodie)                                          | Terrence "Knightheet" Culbreath, Big Boi | 4:14     |
| 8.  | »You Ain't No DJ« (s Yelawolf)                                               | André 3000                               | 5:31     |
| 9.  | »Hustle Blood« (s Jamie Foxx)                                                | Lil Jon                                  | 4:00     |
| 10. | »Be Still« (s Janelle Monáe)                                                 | Royal Flush                              | 5:10     |
| 11. | »Fo Yo Sorrows« (s George Clinton, Too Short i Sam Chris)                    | Organized Noize, Big Boi                 | 3:42     |
| 12. | »Night Night« (s B.o.B i Joi)                                                | DJ Speedy, Big Boi                       | 3:45     |
| 13. | »Shine Blockas« (s Gucci Mane)                                               | DJ Cutmaster Swiff, Big Boi              | 3:45     |
| 14. | »"The Train, Pt. 2 (Sir Lucious Left Foot Saves the Day)« (sa Samom Chrisom) | Organized Noize, Big Boi                 | 5:20     |
| 15. | »Back Up Plan«                                                               | Organized Noize, Big Boi                 | 3:43     |

## Top liste
| Top lista (2010)                | Završna pozicija |
| ------------------------------- | ---------------- |
| Australian Albums Chart         | 33               |
| Canadian Albums Chart           | 20               |
| Norwegian Albums Chart          | 16               |
| Swiss Albums Chart              | 99               |
| UK Albums Chart                 | 80               |
| UK R&B Chart                    | 14               |
| US Billboard 200                | 3                |
| US Billboard R&B/Hip-Hop Albums | 3                |
| US Billboard Rap Albums         | 3                |